# Australophiloscia societatis
Australophiloscia societatis là một loài chân đều trong họ Philosciidae. Loài này được Maccagno miêu tả khoa học năm 1932.